# 小行星4137
小行星4137（4137 Crabtree）是一颗绕太阳运转的小行星，为主小行星带小行星。该小行星于1970年11月24日发现。

## 轨道参数
小行星4137的轨道半长轴为2.3647029 UA，离心率为0.017。